# Арслан-хан (948-985)
Арслан-хан — идикут Уйгурского-Турфанского государства (948—985). Сын Ирдимин хана.
О его жизни и времени его правления ничего не известно. Турфанское идыкутство не вело войн с целью расширения своей территории. Правители стремилось к поддержанию мира и невмешательства в дела других народов. Военные действия велись главным образом против вторгавшихся тангутов, а также религиозных противников — Караханидской династии. Каган Караханидской династии Сатук Бугра-хан (920—955), и его сын Муса Байташ Бугра-хан (955—970) и внук Харун Бугра хан (970—993) совершили набеги на Кочо и Хотан.